# Danse jazz
 (avril 2019).

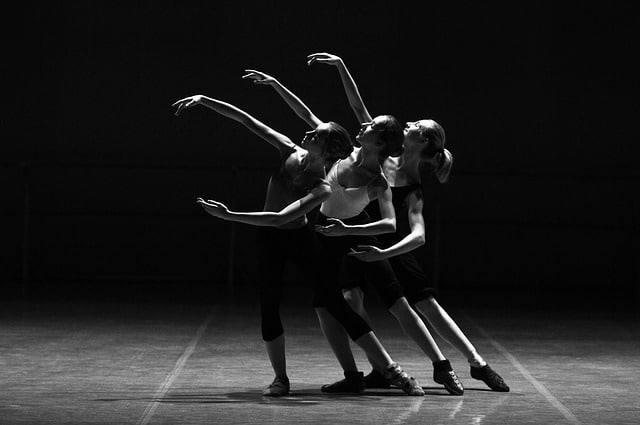
Trois danseuses de l'école de danse de Nice.

La danse jazz est une expression utilisée pour qualifier une forme de danse qui emprunte aux danses de société et à des danses plus théâtrales. On peut distinguer sa forme d'avant les années 1950 (jazz roots) de sa forme d'après les années 1950-1970 (modern jazz).

## Histoire
Le terme jazz apparaît en 1917 pour désigner une musique syncopée, dérivée de la culture noire américaine, puis est librement employé pour qualifier les danses issues de cette rythmique. De là, le vocable évolue vers le divertissement et désigne des formes de danses propres aux cabarets, aux théâtres, au cinéma, à la télévision, aux clips vidéo.
La danse jazz tire cependant son origine des danses afro américaines vernaculaires de la fin des années 1800.
Apparentée aux claquettes des années 1920 de Broadway, la danse jazz atteint le monde entier et décline le cake-walk, le shimmy, le charleston, le black bottom et toutes les formes issues des revues noires de Harlem. On appelle aujourd'hui jazz roots cette forme de danse solo des années 1920 à 1940 par distinction avec la forme de danse jazz développée après 1940.
À partir des années 1940, les grands chorégraphes modernes intègrent la danse jazz dans les comédies musicales et lui confèrent une fonction narrative. Des artistes comme Jack Cole, Bob Fosse et Jerome Robbins lui donnent ses lettres de noblesse. L'improvisation spontanée fait place à l'occupation de l'espace et à l'expressivité musicale.
L'origine de l'expression modern jazz est plurielle : les années 1950 voient apparaître le terme modern jazz, expression née dans les studios new-yorkais de Matt Mattox et d’autres chorégraphes qui travaillent sur l'énergie, les rythmes syncopés, les arrêts, les silences, la dynamique et la surprise, tout en favorisant l'expression individuelle et le « feeling » ou bien[pas clair] l'expression modern'jazz est née à la Nouvelle-Orléans, dans le Sud des États-Unis dans les années 1920 avec Martha Graham. Elle a évolué durant des décennies dans l'univers des comédies musicales et dans la danse contemporaine. Elle est née de l'évolution des chorégraphes qui se sont succédé. Dans le modern'jazz, une touche de nouveauté est apportée dans les chorégraphies[pas clair].
Le terme de danse jazz recouvre un large éventail de styles de danse. Avant les années 1950, il se réfère à la danse originaire de styles de danses africaines vernaculaires d’Amérique. Dans les années 1950, un nouveau genre de danse jazz, la danse moderne jazz, est né avec des racines dans la danse traditionnelle des Caraïbes. Tous les styles personnels de danse jazz ont des racines attribuables à l’une de ces deux origines. Les différents types de jazz sont : le traditionnel, le gospel, le funk et le primitif afro-caribéen. Un style plus poli[Quoi ?] est le jazz de Broadway, qui est dansé dans les comédies musicales de New York et d’autres villes.
Le jazz a son origine dans les danses noires américaines du XIXe siècle, quand certaines formes diluées de danses sociales noires ont été adoptées par des Blancs. Il prend progressivement des éléments du ballet, ainsi que d’autres danses plus modernes. Il est passé par différentes influences de danse comme le charleston, le big apple et le jitterbug. En tant que danse de scène, la danse théâtrale des années 1940 a connu un développement plus grand et dans les années 1950 et 1960 est né un style qui prenait les éléments dont il avait besoin à la fois du ballet et de la danse moderne et du claqué. Ainsi, depuis ce moment, générant plusieurs ramifications de la danse jazz.[pas clair] Aujourd’hui, cette danse est plus pratiquée par les enfants, les adolescents et les adultes[pas clair] quels que soient le sexe et la couleur de la peau.
La danse jazz est un genre de danse facile à reconnaître, mais pas facile à définir. C’est, comme d’autres formes de danse et de musique, une influence africaine dans la culture occidentale. La danse jazz a été développée par les Afro-Américains dans la première partie du XXe siècle. Ses origines remontent à la danse sociale et à la musique du jazz, mais elle s’est transformée en danse de scène. Aujourd’hui, la danse jazz est enseignée aux élèves de la danse de scène. L’ISTD (Imperial Society of Teachers of Dancing) inscrit la danse jazz sous 'Modern Theatre', et l’IDTA (International Dance Teachers Association) l’inscrit dans leur 'Theatre Branch'. Les danseurs de scène professionnels sont certains d’avoir une sorte de formation de danse jazz. Le ballet moderne a également été influencé par la danse jazz. Le ballet Slaughter de Balanchine sur la 10e avenue était le point culminant de la comédie musicale de Broadway On Your Toes (1936), Kathleen Dunham et Bob Fosse étaient des danseurs et chorégraphes de jazz célèbres.

## Particularités
Application d’une grande variété de caractéristiques :
- Dans ce style, la mobilité du torse est très importante. La position des pieds en parallèle est caractéristique, contrairement aux pieds en première position (joints et ouverts) du ballet.
- La plupart de ses pas sont sur le sol, on peut donc la qualifier de « danse terrestre »[réf. nécessaire].
- Une flexibilité significative.
- Une mise en avant du style individuel et de l’improvisation.

Le modern jazz se veut harmonieux, sensuel et parfois acrobatique. C’est un rythme très sportif et considéré comme un sport, qui présente toutes les formes de danse se mélangeant avec le jazz et le rythme. La danse permet d’exprimer des mouvements pleins de sensualité tout en gardant l’harmonie des positions. Sa forme artistique est facile à appréhender.
Les écoles et les clubs de danse moderne jazz sont très nombreux et existent dans presque toutes les régions françaises. L’apprentissage est valable pour toutes les catégories d'âge. Les enfants peuvent commencer la pratique dès l'âge de trois ans. À la différence des autres danses, elle permet au corps de se fondre avec la musique lors de l’exécution des figures. C'est un sport à la fois complet et artistique car il fait travailler toutes les parties du corps. La danse moderne jazz se pratique en salle et la plupart du temps en groupe. Les danseurs pratiquent des assouplissements soutenus et dansent pour acquérir la maîtrise des mouvements. Le but, dans la pratique de toute danse y compris le moderne jazz, est de maîtriser la technique et d'arriver à se produire sur scène.
Aussi bien comme musique que comme danse, il prend son envol sur scène puis au cinéma.

## Techniques
La danse jazz, dans son évolution, qui n’a pas de techniques concrètes, se sert d’éléments techniques de la danse moderne et du ballet, tout en possédant son propre travail technique et surtout artistique, principalement en ce qui concerne la mobilité du torse et la dissociation du haut par rapport aux travaux des pieds et des jambes. Les contractions abdominales, le travail à terre, et la façon particulière d’entrer et de sortir du sol sont des caractéristiques fondamentales de cette discipline, surtout dans ce que l’on appelle "jazz moderne".

## Le swing
En 1917, le pianiste de Jazz Spencer Williams écrit une chanson appelée « Shim-Me-Sha-Wabble », qui a inspiré la danse appelée le shimmy. Le Shimmy se fait en maintenant le corps immobile à l’exception des épaules, qui sont rapidement alternées entre elles. Cette danse émergea durant la période où le Charleston et le Lindy hop. Le Charleston est caractérisé  par ses toes-in ("orteils dedans"), heels-out ("talons dehors") et l'alternance des étapes. Il peut être fait en solo ou à plusieurs.
Le lindy hop était une danse de partenaire considérée comme sauvage et spontanée. Quand la Grande dépression arrive en octobre 1929, beaucoup de gens se sont mis à la danse. Car l'Aubrielle et le lindy hop sont maintenant considérés comme étant sous le terme parapluie "danse swing stylisée", les mouvements continus qui ont développé la technique et le style pour les combinaisons qui ont suivi.

## Styles de danses

### Style classique
Le style classique est le style de danse où s'applique la technique classique de base stylisée avec des mouvements de contraction et d'élongation, pleins de force et de sensualité lyrique, dérivés des sensations corporelles provoquées par la musique de blues et de jazz contemporain.

### Style moderne
Ce style est appliqué à des rythmes de coupes modernes, dans lequel sont utilisés des techniques de ballet classique et est complété par des styles de libre expression et esthétique corporelle, mais en suivant la structure du ballet classique, et mis en œuvre dans la musique commerciale.

### Style théâtral
Ce style est délimité par des techniques d’expression corporelle, de jazz et de danse contemporaine où l’objectif est la représentation et la personnification théâtrale, en utilisant des gestes, des gestes, des postures, entre autres choses, sur divers rythmes musicaux utilisés dans les montages et les spectacles des genres opéra rock et comédie musicale.

### Style contemporain
Ce style utilise de multiples techniques combinant le ballet classique, la danse contemporaine et l’expression corporelle. Il se concentre plus que tout sur les mouvements du torse et le haut du corps.

### Style funk
Ce dernier est l’un des plus modernes et urbains également appelé street jazz ou funk jazz dérivé de la musique qui est fortement stylisée avec des percussions électroniques ou acoustiques, dans ce qui donne le pas à des mouvements agressifs et forts, avec des bouts très marqués, des mouvements de coordination rapides et accentués en contretemps.

## Pop musique et télévision
Le jazz contemporain devient connu pour ses shows comme So You Think You Can Dance . Les travaux antérieurs de Mia Michaels illustrent ce style. Sonya Tayeh, Mandy Moore et Hubbard Street Dance Chicago sont d’autres compagnies et chorégraphes qui ont participé à la création du jazz contemporain. Le jazz commercial, qui est populaire depuis les années 1980, combine des aspects du hip hop et du jazz. mais aussi de la musique pop. Ce style peut être vu dans les vidéos de musique de Janet Jackson et Paula Abdul. Le jazz commercial et le jazz contemporain sont tous deux vus dans les compétitions de danse. Une autre variété de jazz est le jazz latin. Le jazz latin met l’accent sur le mouvement des hanches et des isolations. Il peut être vu dans les films El Cantante et Dance with Me, ainsi que sur des spectacles de danse à la télévision.

## Danseurs, chorégraphes et directeurs
- Alvin Ailey
- Katherine Dunham est anthropologue, chorégraphe et pionnièrede la danse théâtrale noire qui a introduit la danse jazz d’isolement.
- Jack Cole a influencé Matt Mattox, Bob Fosse[2], Jerome Robbins et Gwen Verdon, et est crédité avec la démocratisation de la forme théâtrale de la danse jazz avec son grand nombre d’œuvres chorégraphiques à la télévision et à Broadway.
- Eugene Louis Faccuito, également connu sous le nom de Luigi, était un danseur de jazz américain, chorégraphe enseignant, et créateur de la première technique de jazz codifiée, la technique Luigi.
- Bob Fosse, chorégraphe et cinéaste, révolutionne la danse jazz avec ses mouvements sexuellement suggestifs. Sa chorégraphie est très reconnaissable et se retrouve dans les comédies musicales et les films sont il a fait les chorégraphies, comme Cabaret et Chicago.
- Gus Giordano était un danseur de jazz et chorégraphe à Chicago connu pour son mouvement propre et précis.
- Patsy Swayze, chorégraphe et monitrice de danse, a fondé la Houston Jazz Ballet Company et en a été la directrice.